# サラゴサ (小惑星)
サラゴサ (2189 Zaragoza) は、小惑星帯の小惑星。アルゼンチンのエル・レオンシット国立公園にあるフェリックス・アギラール天文台で発見された。
20年以上に渡って同天文台に勤め、写真の分析や観測された小惑星および彗星の軌道計算などを行ったアルド・サラゴサ（1924年 - 1979年）に因んで名付けられた。